# Nova pošta
Nova pošta (ukrajinsky Нова пошта) je soukromá ukrajinská poštovní a kurýrní společnost, která poskytuje logistiku a související služby pro jednotlivce a firmy. Na Ukrajině je hlavním konkurentem Ukrajinské pošty. Dceřinou firmou je mj. Nova Post Global.

## Historie
Společnost byla založena v roce 2001.
Skupina Nova pošta (Nowa Poszta, Nova Poshta, Nova Post) poskytuje klientům – firmám i jednotlivcům – celou řadu logistických a souvisejících služeb. Skupina zahrnuje ukrajinské a mezinárodní společnosti, včetně NovaPay a Nova Global, v Moldavsku, Litvě, Polsku, Česku, Rumunsku, Německu a také Supernova Airlines.
Na Ukrajině má společnost: 9 300 poboček a 14 000 poštovních automatů.
Společnost má cca 42 tisíc zaměstnanců (2023).